# Zombilation – The Greatest Cuts
Zombilation - The Greatest Cuts is een compilatie-album van Lordi, uitgekomen in februari 2009. Het album is uitgegeven in Duitsland door platenmaatschappij Drakkar Entertainment. Het bevat een verzameling van de bekendste liedjes van Lordi uit de eerste vier albums. 

## Tracklist
1. Hard Rock Hallelujah
2. Bite It Like a Bulldog
3. Who's Your Daddy?
4. Devil is a Loser
5. Blood Red Sandman
6. Get Heavy
7. They Only Come Out At Night
8. My Heaven Is Your Hell
9. Beast Loose In Paradise
10. Deadache
11. Would You Love A Monsterman? (2006)
12. Bringing Back The Balls To Rock
13. Forsaken Fashion Dolls
14. Supermonstars (The Anthem Of The Phantoms)
15. The Children Of The Night
16. Rock The Hell Outta You
17. Pet The Destroyer
18. Monster Monster
19. It Snows In Hell

### Limited edition bonus-cd
1. Bringing Back The Balls To Rock (live)
2. Get Heavy (live)
3. Who's Your Daddy? (live)
4. Not The Nicest Guy (live)
5. Pet The Destroyer (live)
6. Rock The Hell Outta You (live)
7. Blood Red Sandman (live)
8. The Kids Who Wanna Play With The Dead (live)
9. They Only Come Out At Night (live)
10. Would You Love A Monsterman? (live)
11. Hard Rock Hallelujah (live)
12. Mr. Killjoy
13. Evilove
14. Don't Let My Mother Know
15. Pyromite
16. To Hell With Pop

### Limited edition bonus-dvd: Market Square Massacre
1. SCG3 Special Report
2. Bringing Back The Balls To Rock
3. Devil Is A Loser
4. Blood Red Sandman
5. It Snows In Hell
6. Would You Love A Monsterman?
7. Hard Rock Hallelujah

#### Live at the Finnish Semi Final
- Hard Rock Hallelujah
- Bringing Back The Balls To Rock

#### Bonusmateriaal
1. Live at the Finnish Final: Hard Rock Hallelujah
2. Hello Athens Documentaries

#### Muziekideo's
1. Would You Love A Monsterman? (2006)
2. Who's Your Daddy?
3. Hard Rock Hallelujah
4. Blood Red Sandman
5. Devil Is A Loser
6. Shortfilm "The Kin"
  1. Making of "The Kin"
  2. Photos
  3. Storyboards